# Ad Noctum - Dynasty of Death
Ad Noctum - Dynasty of Death è il quarto album della symphonic black metal band Limbonic Art, pubblicato nel 1998 e prodotto dalla Nocturnal Art Productions.

## Tracce
1. The Dark Paranormal Calling – 6:46
2. As the Bell of Immolation Calls – 9:47
3. Pits of the Cold Beyond – 5:41
4. Dynasty of Death – 9:33
5. Behind the Darkened Walls of Sleep (Traccia bonus della ripubblicazione del 2001) – 11:25
6. The Supreme Sacrifice – 8:40
7. In Embers of Infernal Greed – 6:20
8. Enthralled by the Shrine of Silence (Traccia bonus della ripubblicazione del 2001) – 6:23
9. The Yawning Abyss of Madness – 11:17

## Formazione
- Vidar "Daemon" Jensen - voce, chitarra
- Krister "Morpheus" Dreyer - voce, chitarra, tastiere
- Peter Lundell - produzione
- Per Eriksen - gong